# Giedo van der Garde
Giedo van der Garde, nizozemski dirkač, * 25. april 1985, Rhenen, Nizozemska.
Van der Garde je osvojil prvenstvo Formula Renault 3.5 Series leta 2008. Med sezonama 2009 in 2012 je v prvenstvu GP2 dosegel pet zmag. V sezoni 2012 je bil testni dirkač moštva Caterham-Renault, na šestih dirkah tudi tretji dirkač, v sezoni 2013 pa je napredoval do mesta stalnega dirkača. Brez osvojenih prvenstvenih točk je osvojil dvaindvajseto mesto v prvenstvu z najboljšo uvrstitvijo na štirinajsto mesto na dirki za Veliko nagrado Madžarske.

## Rezultati Formule 1
(legenda) (odebeljene dirke pomenijo najboljši štartni položaj, poševne pa najhitrejši krog, †-uvrščen kljub odstopu)
| Leto | Moštvo           | Šasija        | Motor                | 1      | 2      | 3      | 4      | 5       | 6      | 7       | 8     | 9      | 10     | 11     | 12     | 13     | 14     | 15      | 16      | 17     | 18     | 19     | 20     | Prv | Toč |
| ---- | ---------------- | ------------- | -------------------- | ------ | ------ | ------ | ------ | ------- | ------ | ------- | ----- | ------ | ------ | ------ | ------ | ------ | ------ | ------- | ------- | ------ | ------ | ------ | ------ | --- | --- |
| 2012 | Caterham F1 Team | Caterham CT01 | Renault RS27-2012 V8 | AVS    | MAL    | KIT TD | BAH    | ŠPA     | MON    | KAN     | EU    | VB     | NEM    | MAD    | BEL    | ITA    | SIN    | JAP TD  | KOR TD  | IND TD | ABU TD | ZDA    | BRA TD | –   | –   |
| 2013 | Caterham F1 Team | Caterham CT03 | Renault RS27-2013 V8 | AVS 18 | MAL 15 | KIT 18 | BAH 21 | ŠPA Ret | MON 15 | KAN Ret | VB 18 | NEM 18 | MAD 14 | BEL 16 | ITA 18 | SIN 16 | KOR 15 | JAP Ret | IND Ret | ABU 18 | ZDA 19 | BRA 18 |        | 22. | 0   |